# Stefaniola salsolae
Stefaniola salsolae är en tvåvingeart som först beskrevs av Tavares 1904.  Stefaniola salsolae ingår i släktet Stefaniola och familjen gallmyggor. Inga underarter finns listade i Catalogue of Life.